# 赫梅利尼茨基區
赫梅利尼茨基區（烏克蘭語：Хмельницький район）是烏克蘭西南部赫梅利尼茨基州的一個區，行政中心設於赫梅利尼茨基，人口数量为679,374人（2021年估计）。

## 历史
至2020年為止赫梅利尼茨基区的面积为1,220平方公里，人口52,955。
2020年7月18日經乌克兰行政区重劃，赫梅利尼茨基州下轄整併成3個區，赫梅利尼茨基区的面积显著增加，區內共749個聚落，為聚落數最多的二級行政區，人口為第九多，面積第三大，僅次於日托米爾州科羅斯滕區和波爾塔瓦州波爾塔瓦區。

## 行政区划
赫梅利尼茨基区下分为27个市镇，以下依市鎮人口由多到少排列：
- 赫梅利尼茨基市鎮（烏克蘭語：Хмельницька міська громада）
- 舊康斯坦丁尼夫市鎮（烏克蘭語：Старокостянтинівська міська громада）
- 霍羅多克市鎮
- 沃洛奇斯克市鎮（烏克蘭語：Волочиська міська громада）
- 克拉西利夫市鎮（烏克蘭語：Красилівська міська громада）
- 泰奧菲波爾市鎮（烏克蘭語：Теофіпольська селищна громада）
- 傑拉日尼亞市鎮（烏克蘭語：Деражнянська міська громада）
- 亞爾莫林齊市鎮（烏克蘭語：Ярмолинецька селищна громада）
- 舊錫尼亞瓦市鎮（烏克蘭語：Старосинявська селищна громада）
- 萊蒂奇夫市鎮（烏克蘭語：Летичівська селищна громада）
- 溫基夫齊市鎮（烏克蘭語：Віньковецька селищна громада）
- 黑奧斯特里夫市鎮（烏克蘭語：Чорноострівська селищна громада）
- 羅茲索沙市鎮（烏克蘭語：Розсошанська сільська громада）
- 安東尼內市鎮（烏克蘭語：Антонінська селищна громада）
- 薩塔尼夫市鎮（烏克蘭語：Сатанівська селищна громада）
- 維蒂夫齊市鎮（烏克蘭語：Війтовецька селищна громада）
- 利索維赫里尼夫齊市鎮（烏克蘭語：Лісовогринівецька сільська громада）
- 梅吉比日市鎮（烏克蘭語：Меджибізька селищна громада）
- 近衛軍村市鎮（烏克蘭語：Гвардійська сільська громада）
- 沃夫科溫齊市鎮（烏克蘭語：Вовковинецька селищна громада）
- 納爾凱維奇市鎮（烏克蘭語：Наркевицька селищна громада）
- 舊奧斯特羅皮利市鎮（烏克蘭語：Староостропільська сільська громада）
- 扎斯盧奇內市鎮（烏克蘭語：Заслучненська сільська громада）
- 米羅柳布內市鎮（烏克蘭語：Миролюбненська сільська громада）
- 索洛布基夫齊市鎮（烏克蘭語：Солобковецька сільська громада）
- 希博里夫卡市鎮（烏克蘭語：Щиборівська сільська громада）
- 济尼基夫市鎮（烏克蘭語：Зіньківська сільська громада）